# Thomas P. O'Neill
Pour les articles homonymes, voir Thomas O'Neill.
Thomas P. O'Neill (en irlandais : Tomás Ó Néill, 1er novembre 1921 - 1er mars 1996) est un historien irlandais, connu pour ses biographies de James Fintan Lalor (1962) et Éamon de Valera (1970).

## Enfance et famille
Thomas Patrick O'Neill est né à Ballon dans le comté de Carlow, le 1er novembre 1921. Il est l'un des trois fils de Thomas O'Neill, un fermier, et de son épouse, Anna Maria (née Murphy). Il fréquente l'école nationale locale, puis le Knockbeg College. Il étudie ensuite à l'University College Dublin (UCD) obtenant un Master of Arts en 1946.
Il est marié deux fois. D'abord à Máiread O'Connor, puis après la mort de celle-ci, il épouse Maire O'Kelly, ancienne secrétaire de Valera et également historienne. Il a trois filles et trois fils.

## Carrière
Une version condensée de sa thèse de maîtrise est publiée sous forme de chapitre dans The great famine (1956) édité par RD Edwards et TD Williams. Les sections relatives aux travaux de secours sont omises, mais O'Neill les publie sous forme d'articles de journaux. Il est l'un des rares historiens professionnels à étudier cet aspect de la famine irlandaise à l'époque. Il est crédité en tant que pionnier de l'utilisation du matériel d'archives, une critique du chapitre étant qu'il se concentre sur les administrateurs des secours contre la famine et non sur les destinataires. Son travail est le fondement sur lequel se sont ensuite construits des travaux d'analyse des efforts de secours. En plus de contribuer à ce chapitre, O'Neill participe également à la mise en forme globale du volume et conçoit le questionnaire envoyé par la Commission irlandaise du folklore. C'est à partir de ce questionnaire que Roger McHugh rédige un chapitre sur les souvenirs populaires de la famine et des cartes statistiques sont élaborées à partir des données qui figurent également dans le volume.
En 1947, O'Neill est nommé gardien adjoint des livres imprimés à la Bibliothèque nationale d'Irlande (NLI) ce qui lui permet d'acquérir une connaissance inégalée du matériel manuscrit des collections. Sous le pseudonyme de Lionel Thomas, il écrit de la propagande pour la campagne anti-partition. En tant que membre de la Library Association of Ireland, O'Neill publie un pamphlet Sources of Irish local history en 1958. Il s'agit d'un recueil écrit comme « un manuel convivial », regroupant huit articles de la revue du LAI, An Leabharlann, qui examine les types de sources et indique comment les bibliothécaires peuvent les utiliser pour aider les historiens locaux. La brochure est restée pendant longtemps un outil de recherche essentiel pour les historiens locaux,.
O'Neill publie une biographie en langue irlandaise de James Fintan Lalor en 1962. O'Neill pouvait à la fois parler et écrire en irlandais, mais a été fortement aidé par Donncha Ó Céileachair pour que ce livre atteigne un bon niveau de publication. Cette biographie s'inspire de sources de journaux et d'archives inutilisées auparavant et est toujours considérée comme le texte de référence sur Lalor. Parmi les découvertes faites par O'Neill se trouve la correspondance de Lalor avec Sir Robert Peel concernant son animosité envers les mouvements d'abrogation et ses propositions pour l'annuler avec une réforme agraire. O'Neill est encouragé à supprimer certaines parties moins favorables sur Lalor mais il refuse.
En raison de son travail sur Lalor, O'Neill est approché pour travailler sur la biographie autorisée d'Éamon de Valera après la mort de l'auteur précédent, Frank Gallagher, en 1962. Gallagher n'avait achevé que quelques chapitres sur les négociations du traité anglo-irlandais. Un contrat est signé en 1962 et O'Neill est officiellement détaché auprès du personnel présidentiel. Il mène de longues entrevues régulières avec de Valera et vit dans les Áras an Uachtaráin pendant un temps pour avoir un accès facile et direct aux papiers privés de de Valera. O'Neill développe un rapport privilégié avec de Valera et sa famille le conduisant à rester en contact avec eux pour le reste de sa vie. Il agit en tant que conseiller historique sur les films documentaires sur l'Insurrection de 1916 et la Guerre d'Indépendance, Mise Éire et Saoirse? En 1968 et 1970, la biographie est publiée en irlandais en deux volumes, avec le t-Athair Pádraig Ó Fiannachta comme co-auteur. La version en langue anglaise est publiée en 1970 avec Lord Longford comme co-auteur d'O'Neill. L'ajout de Lord Longford est fait par les éditeurs, car ils pensaient qu'un nom de haut niveau augmenterait les ventes. Cela conduit à éditer une version anglaise différente de son équivalent en irlandais.
O'Neill est nommé professeur d'histoire au University College Galway en 1967, devenant ensuite professeur agrégé. En raison de son style de cours spontané, il est populaire auprès des étudiants. Il est également fortement impliqué dans la croissance des cours de vulgarisation à l'extérieur du collège à partir de 1970, donnant souvent des conférences aux sociétés d'histoire locales. O'Neill pense que les historiens locaux sont d'une grande importance, car ils trouvent souvent des informations inconnues de leurs homologues professionnels. Il traité ces historiens locaux avec respect, donnant du temps pour répondre à leurs questions. Même après sa retraite à Dublin en 1987, il reste en contact avec les personnes impliquées dans le journalisme local et le Galway Family History Project.
En 1984, il suggère une célébration importante pour le 500e anniversaire de la première charte de Galway, après avoir découvert le document original à la British Library en 1947. Il fait des tournées en Amérique à plusieurs reprises avec le maire de Galway, Michael Leahy, et le directeur de la ville pour faire connaître l'événement. Le succès de l'événement, à la fois financièrement et culturellement, conduit d'autres villes à marquer de façon similaire leurs propres anniversaires. Dans le cadre des célébrations de Galway, O'Neill publie une chronique hebdomadaire sur l'histoire de Galway dans Galway Advertiser. La colonne devait à l'origine se terminer en 1984, mais elle est si populaire que O'Neill continue à l'écrire jusqu'à sa mort,.

## Fin de vie
Après sa retraite et son retour à Dublin, O'Neill passe beaucoup de temps à la NLI et est actif dans un certain nombre d'organismes historiques tels que la Royal Society of Antiquaries of Ireland, la Catholic Record Society of Ireland et le Carlow Historical & Archaeological Society. Il mène des recherches sur le registre des actes jamais été publié. Il reçoit la médaille de la Old Dublin Society pour sa conférence de 1983 sur l'impact des lois pénales sur la propriété de Dublin. Vers la fin de sa vie, il exprime le souhait de revoir et d'étendre son travail sur la famine, voulant contrer tout récit révisionniste qui pourrait diminuer le rôle négatif du gouvernement anglais dans les événements. Sa dernière apparition publique est de lancer Gréithe Den Ghorta, un recueil de conférences de Radió na Gaeltachta par Cathal Poirtéir.
O'Neill meurt le 1er mars 1996 à l'hôpital St Vincent de Dublin, après une longue maladie due au cancer. Ses papiers sont légués à la NLI. Il est enterré au cimetière de Shanganagh.